# لولا مورا
دولوريس كانديلاريا مورا فيغا (بالإسبانية: Lola Mora)‏ (17 نوفمبر 1866 - 7 يونيو 1936) المعروفة باسم لولا مورا، نحاته ولدت في مقاطعة سالتا إل تالا، في الأرجنتين. وهي معروفة اليوم برائدة النساء في الحقل الفنى.
مورا ابنة روموالدو اليخاندرو مورا المزدهرة ومقاطعة لصاحب الأرض في توكومان ريجينا فيغا. فهي ثالث ولادة لسبعة أطفال ثلاثة اولاد واربعة بنات. والديها كان لهم سلوك غير عادى في الوقت حيث قرروا ان الفتيات يتلقوا أفضل تعليم ممكن. في السابعة من عمرهم، فكانت مورا تلميذة في مدرسة في كوليجيو سارمينتو دى توكومان. في عام 1885, خلال يومين كلا والديها. وقالت الاخت باولا مورا فيغا المتزوجة من المهندس غييرمو روكر، ورعاية الايتام.

## التعليم
تعلمت مورا النحت ولها أعمال شهيرة في هذا المجال.

## معرض الصور
منحوتات من أعمال مورا

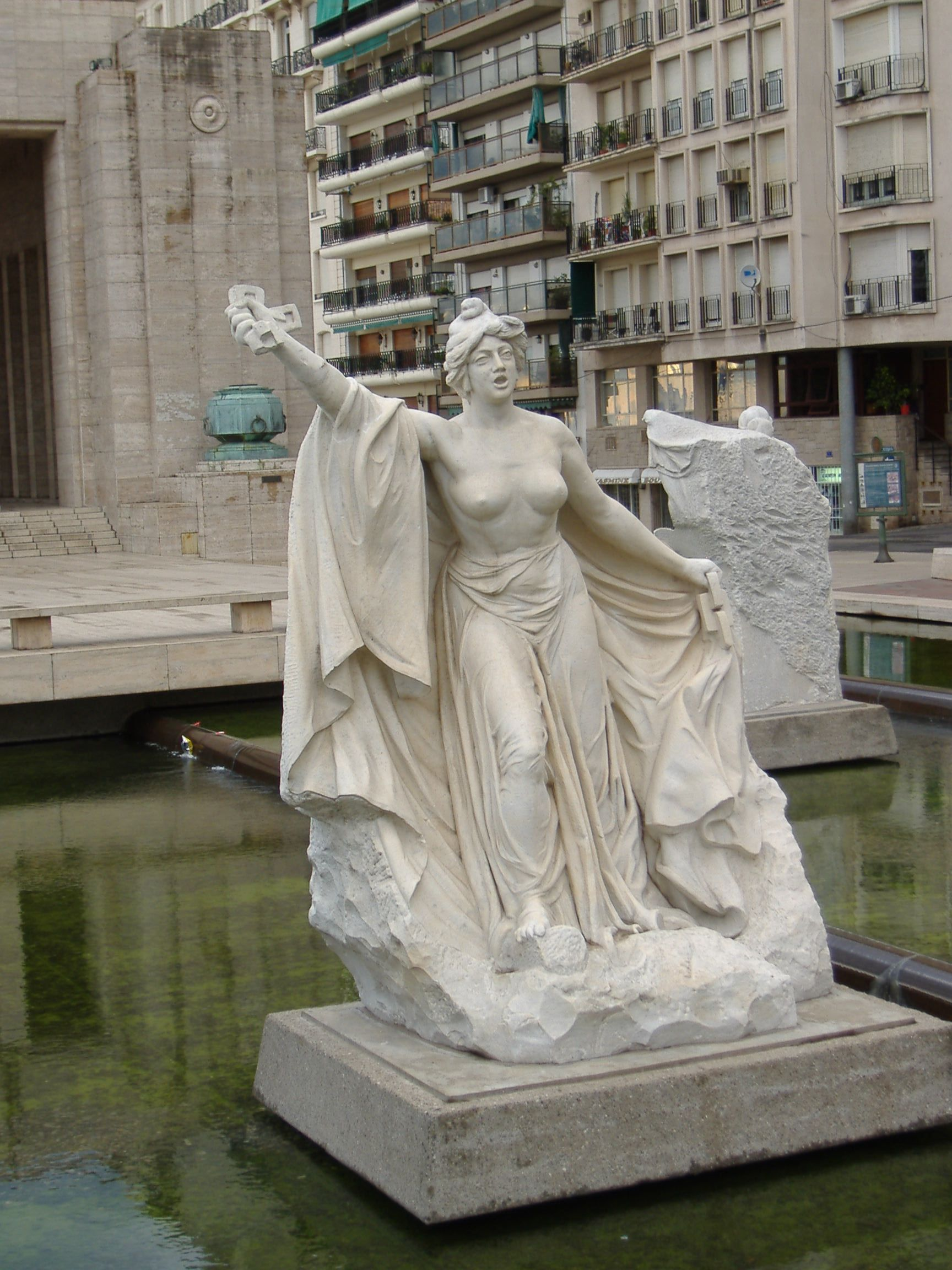
1
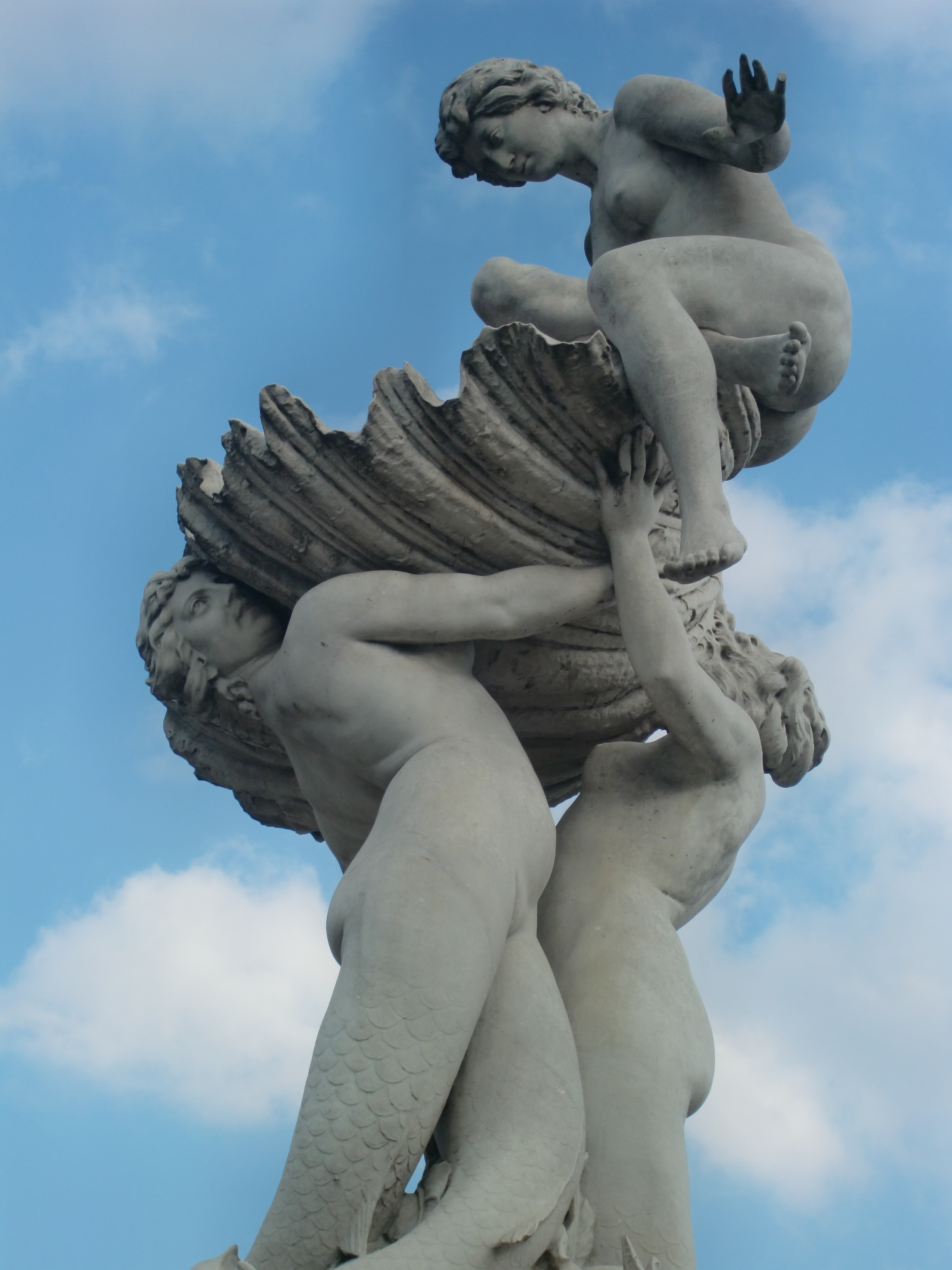
2